# Киеза ин Валмаленко
Киѐза ин Валмалѐнко (на италиански: Chiesa in Valmalenco, на западноломбардски: Arcoa, ла Сеза) е малко градче и община в Северна Италия, провинция Сондрио, регион Ломбардия. Разположено е на 960 m надморска височина. Населението на общината е 2626 души (към 2010 г.).